# Living Stream Ministry

Living Stream Ministry (LSM) ist ein in  Anaheim, Kalifornien, ansässiges evangelikales christliches Missionswerk. Es wurde 1965 von Witness Lee als Stream Publishers gegründet. LSM verbreitet die Werke von Watchman Nee und Witness Lee sowie die Wiedererlangungs-Übersetzung (Recovery Version) der Bibel. In Deutschland ist LSM als „Lebensstrom e. V.“ aktiv.

## Glaubensbekenntnis
LSM vertritt das folgende Glaubensbekenntnis:
 Wir nehmen die Bibel als die vollständige und einzige göttliche Offenbarung und wir glauben fest, dass Gott ewig einer ist und auch ewig der Vater, der Sohn und der Geist; die Drei sind unterscheidbar, aber nicht getrennt. Wir halten daran fest, dass Christus sowohl der vollständige Gott als auch der vollkommene Mensch ist. Ohne Seine Göttlichkeit zu verlassen, wurde Er im Leib einer menschlichen Jungfrau gezeugt, lebte ein echtes, menschliches Leben auf der Erde und starb einen stellvertretenden und allumfassenden Tod am Kreuz. Nach drei Tagen auferstand Er leibhaftig und fuhr in die Himmel auf. Er ist jetzt in Herrlichkeit, völlig Gott und dennoch völlig Mensch. Wir warten auf Seine unmittelbar bevorstehende Wiederkunft mit dem Königreich Gottes, durch das Er über die Erde im Tausendjährigen Königreich und in Ewigkeit herrschen wird. Wir bekennen, dass der Dritte der Dreieinigkeit, der Geist, ebenso Gott ist. Alles, was der Vater hat und ist, wird durch den Sohn zum Ausdruck gebracht; und alles, was der Sohn hat und ist, wird als der Geist verwirklicht. Weiterhin glauben wir, dass die Menschheit Gottes Errettung braucht. Obwohl wir völlig unfähig waren, die hohen Forderungen von Gottes Gerechtigkeit, Heiligkeit und Herrlichkeit zu erfüllen, hat Christus durch Seinen Tod am Kreuz alle Forderungen erfüllt. Aufgrund von Christi Tod hat Gott uns die Sünden vergeben, uns gerechtfertigt, indem Er Christus zu unserer Gerechtigkeit machte und uns mit Sich Selbst versöhnte. Auf der Grundlage von Christi Erlösung gebärt Gott die Erlösten mit Seinem Geist wieder, um Seine Errettung zu vollenden, damit wir Seine Kinder werden können. Da die Gläubigen jetzt Gottes Leben und Natur besitzen, genießen sie in diesem Zeitalter eine tägliche Errettung in Seinem Leib und im kommenden Zeitalter und in Ewigkeit die ewige Errettung. In Ewigkeit werden wir mit Gott im Neuen Jerusalem wohnen, der Vollendung von Gottes Errettung Seiner Auserwählten. 

## Aktivitäten
Living Stream Ministry dient dem Ziel, die Lehren von Watchman Nee und Witness Lee zu verbreiten. Es veröffentlicht deren Werke sowie darauf basierende Predigten, Traktate und Materialien in gedruckter und digitaler Form und als Video- und Audioproduktionen, produziert in den USA eine regelmäßige Radiosendung und veranstaltet Konferenzen und Trainings. Seit 1974 wurde eine eigene Bibelübersetzung erarbeitet und von Witness Lee mit Kommentaren versehen. Sie erschien 1991 in englischer Sprache als Recovery Version of the Bible und wurde seitdem auch in einer Reihe anderer Sprachen veröffentlicht. Auf Deutsch liegt eine Übersetzung des Neuen Testaments nach der Ausgabe von Nestle-Aland als „Wiedererlangungs-Übersetzung“ vor, die durch den in Düsseldorf ansässigen Verein „Lebensstrom e. V.“ vertrieben wird.